# Duets (Emmylou Harris)
Duets è un album di raccolta della cantante statunitense Emmylou Harris, pubblicato nel 1990.

## Tracce
1. The Price I Pay (with The Desert Rose Band) – 2:58 (Chris Hillman, Bill Wilds)
2. Love Hurts (with Gram Parsons) – 3:40 (Boudleaux Bryant)
3. That Lovin' You Feelin' Again (with Roy Orbison) – 4:00 (Roy Orbison, Chris Price)
4. We Believe in Happy Endings (with Earl Thomas Conley) – 3:34 (Bob McDill)
5. Thing About You (with Southern Pacific) – 3:51 (Tom Petty)
6. Star of Bethlehem (with Neil Young) – 2:43 (Neil Young)
7. All Fall Down (with George Jones) – 3:19 (Ron Peterson, Harlan Howard)
8. Wild Montana Skies (with John Denver) – 4:02 (John Denver)
9. Green Pastures (with Ricky Skaggs) – 3:08 (Van Hoose)
10. Gulf Coast Highway (with Willie Nelson) – 3:09 (Nanci Griffith, Danny Flowers, James Hooker)
11. If I Needed You (with Don Williams) – 3:35 (Townes Van Zandt)
12. Evangeline (with The Band) – 3:10 (Robbie Robertson)